# Neuropeptydy
Neuropeptydy – peptydy zbudowane z kilku do kilkunastu aminokwasów, wykorzystywane przez neurony do komunikacji między sobą oraz do regulacji różnorodnych procesów biologicznych, m.in.: metabolizmu, uczenia się, pobierania pokarmu, rozmnażania. Ich cząsteczki są znacznie większe niż klasyczne neurotransmitery. Neuropeptydy działają poprzez mniej lub bardziej specyficzne receptory znajdujące się na powierzchni komórek. Obecnie odkryto ponad 100 różnych neuropeptydów uwalnianych przez różne populacje neuronów w mózgowiu ssaków.